# Suimanga de Stuhlmann
El suimanga de Stuhlmann (Cinnyris stuhlmanni) és un ocell de la família dels nectarínids (Nectariniidae).

## Hàbitat i distribució
Habita els boscos de les muntanyes del Ruwenzori, a l'est de la República Democràtica del Congo i zones properes.